# The Heart of New York (film 1932)
The Heart of New York è un film del 1932 diretto da Mervyn LeRoy. Il soggetto si basa sulla commedia Mendel, Inc. di David Freedman andata in scena a Broadway al Ritz Theatre dal 25 novembre 1929 al giugno 1930.

## Trama
A New York, nel Lower East Side, povero quartiere ebraico, vive la famiglia Marantz, composta da Mendel, il padre, da Zelda, la madre, e dai tre figli, Mimi, Jakie e Lillian. Lillian è la più grande e sua madre vorrebbe che si sposasse, anche perché le finanze della famiglia sono al tracollo per la pigrizia di Mendel che invece di fare il suo mestiere, l'idraulico, pensa solo alle sue invenzioni. Zelda incarica suo fratello Bernard Schnaps di farle da sensale, per trovare un marito a Lillian. Lui le procura un medico, mentre l'amico Sam Shtrudel propone un dentista. Ma Lillian il fidanzato che l'ha già, ed è Milton, un avvocato. Zelda, però, comincia a preoccuparsi quando scopre che il medico, il dentista e l'avvocato sono sempre la stessa persona, cioè Milton. Ma a Milton piace studiare, così si laurea spesso.
Intanto Mendel è fissato con la sua nuova invenzione, una lavastoviglie: nessuno ha fiducia in lui, tranne Bessie, la loro vicina di casa. Quando però fa una dimostrazione, tutti si convincono della bontà dell'idea e Schnaps e Shtrudel si offrono di contattare il padrone di casa, Gassenheim, per indurlo a produrla nella sua fabbrica. Mendel comincia a sognare i profitti dell'invenzione che gli consentiranno di avere finalmente una bella casa... quando però giunge a casa, quella reale, vi trova un incaricato del padrone di casa con l'avviso di sfratto.
Intanto Gassenheim ha provato la macchina di Mendel che, messa in funzione, ha rotto tutti i piatti. Schnaps e Shtrudel giungono con la ferale notizia: Gassenheim non vuole avere niente a che fare con quell'aggeggio infernale. Zelda non sa più cosa fare per tirare avanti. Così decide che a casa sarà lei a lavorare, mentre Mendel si prenderà cura dei figli e dei lavori domestici.
Ben presto, però, Gassenheim annuncia che produrrà la macchina: il suo cuoco ha capito quale fosse il problema ed ora tutto funziona a meraviglia. Mendel incasserà una bella somma e Zelda comincia a sognare, insieme ai figli, una bella casa in un quartiere ricco ed elegante. Qual è la sua delusione quando Mendel le annuncia che, con i soldi del suo contratto con Gassenheim ha, invece, comperato lo stabile dove abitano. Sul posto costruisce un nuovo palazzo che, però, Zelda non vede perché è andata ad abitare via da lì insieme ai ragazzi. Ad un certo punto, Gassenheim interrompe i pagamenti stabiliti dal contratto e sarà Milton, nelle sue vesti di avvocato, a costringerlo a mantenere i patti. Intanto Zelda, tornata a casa, è rimasta strabiliata dei miglioramenti che l'edificio ha subìto e, di conseguenza, è felice di ritornare a vivere lì con il bambini e con Mendel.

## Produzione
Il film fu prodotto dalla Warner Bros. Pictures Inc. Durante la lavorazione, vennero usati i titoli di East Side e quello originale della commedia su cui si basa la storia del film, Mendel, Inc..
Alcune scene del film furono girate a New York

## Distribuzione
Distribuito dalla Warner Bros. Pictures Inc., il film uscì nelle sale cinematografiche statunitensi il 26 marzo 1932.